# Sherman Antitrust Act
Lo Sherman Antitrust Act (1890), detto anche Sherman Act, è la più antica legge antitrust degli Stati Uniti d'America e rappresenta la prima azione del governo statunitense per limitare i monopoli e i cartelli (trust).

## Storia
Lo Sherman Act fu firmato dal Presidente Benjamin Harrison nel 1890 e prende il nome dal suo autore, il senatore repubblicano John Sherman dell'Ohio, ex-Segretario del Tesoro sotto la presidenza di Rutherford B. Hayes. La legge rimase praticamente inutilizzata per alcuni anni, finché il presidente Theodore Roosevelt ne fece un estensivo utilizzo nella sua campagna antitrust diretta a scindere la Northern Securities Company. In seguito anche il Presidente William Howard Taft la utilizzò per colpire il monopolio della American Tobacco Company. Il più grande successo dello Sherman Act fu lo smembramento della Standard Oil.